# Speocera karkari
Speocera karkari is een spinnensoort uit de familie Ochyroceratidae. De soort komt voor in de Filipijnen, Celebes en Nieuw-Guinea.